# 森川俊夫
森川 俊夫（もりかわ としお、1930年1月7日 - 2018年10月30日）は、日本のドイツ文学者、翻訳家。一橋大学名誉教授。
トーマス・マンの作品を多く翻訳した。

## 略歴
東京生まれ。水戸高等学校卒、1953年東京大学文学部独文科卒業、熊本大学法文学部助手。1954年東大文学部助手。1957年電気通信大学専任講師。1961年一橋大学専任講師。西ドイツ・チュービンゲン大学に二年留学。1963年助教授。1971年教授。1992年定年退官、名誉教授、東京国際大学教授。2011年、瑞宝中綬章受章。
2018年10月30日、食道がんのため死去、88歳。叙正四位。

## 翻訳
- 『マリー・アントワネット』（シュテファン・ツヴァイク、藤本淳雄共訳、みすず書房、ツヴァイク全集） 1962
- 『神の代理人』（ロルフ・ホーホフート、白水社） 1964
- 『家令候補者』（ハンス・ローベルト・ヤーン、筑摩書房、世界文学大系92 (近代小説集2)） 1964
- 『兵士たち ジュネーヴ鎮魂歌』（ロルフ・ホーホフート、白水社） 1967
- 『クヌルプ』（ヘッセ、中央公論社、世界の文学 新集 27） 1968
- 『ゲリラ 五幕悲劇』（ロルフ・ホーホフート、越部暹共訳、白水社） 1971
- 『ルターとミュンツァー 簿記法の採用』（ディーター・フォルテ、白水社） 1972
- 『異説歴史事典』（ゲールハルト・プラウゼ、紀伊國屋書店） 1991

### トーマス・マン
- 『ある詐欺師の回想 フェリクス・クルルの告白』（トーマス・マン、高橋義孝, 円子修平共訳、新潮社） 1961
- 『トーニオ・クレーガー』（トーマス・マン、三修社、ドイツの文学3）1966
- 『ブデンブローク家の人々』（新潮社、トーマス・マン全集1） 1972
- 『非政治的人間の考察』（新潮社、トーマス・マン全集11） 1972
- 『トーマス・マン日記 1935 - 1936』（紀伊國屋書店） 1988
- 『トーマス・マン日記 1940 - 1943』（横塚祥隆共訳、紀伊國屋書店） 1995
- 『トーマス・マン日記 1937 - 1939』（紀伊國屋書店） 2000
- 『トーマス・マン日記 1944 - 1946』（佐藤正樹, 田中暁共訳、紀伊國屋書店） 2002
- 『トーマス・マン日記 1946 - 1948』（洲崎惠三共訳、紀伊國屋書店） 2003
- 『トーマス・マン日記 1949 - 1950』（佐藤正樹共訳、紀伊國屋書店） 2004
- 『トーマス・マン日記 1951 - 1952』（紀伊國屋書店） 2008
- 『トーマス・マン日記 1953 - 1955』（洲崎惠三共訳、紀伊國屋書店） 2014
- 『トーマス・マン日記 1918 - 1921』（伊藤暢章, 洲崎惠三, 前田良三共訳、紀伊國屋書店） 2016